# The Beatles Revival
The Beatles Revival (nebo také The Teplo) je česká revivalová skupina, imitující The Beatles. Skupina se postupně formovala na kladenském gymnáziu, rok jejího vzniku je 1992. Její členové užívají stejné hudební nástroje a několik sad kostýmů.
Zbyněk Maulis se v roce 2002 naučil hrát na kytaru levou rukou stejně jako Paul McCartney. Členové používají paruky, kostýmy jsou na míru ušité podle originálů, obuv pochází od firmy Chelsea Cavern Boots z Liverpoolu, hudebníci používají nástroje stejné značky jako Beatles.

## Koncerty
Skupina vystupuje na veřejných koncertech, soukromých a firemních akcích nejen v Česku, ale i v mnoha zemích Evropy (nejčastěji v Holandsku, Německu a Polsku), hrála i ve Spojených státech amerických nebo Asii, každoročně 130-180 koncertů. Do roku 2006 odehrála přes 1500 vystoupení.
Od roku 2003 měla skupina několik vystoupení v Cavern Clubu a další v Liverpoolu, včetně 50. výročí The Beatles v roce 2007 v Cavern Clubu. Hrála také na svatbě fotbalisty Ruuda van Nistelrooye, v Dánsku na koncertě spolu s Johnem Fogertym, při uvedení knihy tajemníka The Beatles – Alistaira Taylora, nebo pro britskou královnu Alžbětu II.
Na Kladně měla skupina mimo jiné koncerty např. na kulturní akci Kladenské dvorky v Podprůhonu, tradičně 23. prosince pak vánoční koncerty v bývalém Klubu 19 ve Stodole či v kulturním domě na Sítné, v meziobdobí v kulturním domě ve Stochově. Z původní sestavy zůstali jen bratři Luděk Maulis a Zbyněk Maulis, kteří hráli také s rakovnickou skupinou Brutus.

## Členové kapely
| Jméno a období             | Alias           | Nástroj         |
| -------------------------- | --------------- | --------------- |
| Luděk Maulis (1992-)       | John Lennon     | rytmická kytara |
| Zbyněk Maulis (1992-)      | Paul McCartney  | baskytara       |
| Petr Lux (2003-)           | George Harrison | sólová kytara   |
| Jiří Tomišín (2003)        | Ringo Starr     | bicí            |
| bývalí členové:            |                 |                 |
| Míra Vaic (1992-1998)      | George Harrison | sólová kytara   |
| Michal Koberstein (1998-?) | George Harrison | sólová kytara   |
| Jiří Vonka (?-2003)        | George Harrison | sólová kytara   |
| Davida Viduna (1992-1993)  | Ringo Starr     | bicí            |
| Pavel Fišar (2002- 2014)   | Ringo Starr     | bicí            |

## Aparatura
- sólová kytara Rickenbacker 330 Fireglow (1967, 2009), zesilovač VOX AC30
- doprovodná kytara Rickenbacker 350 Liverpool, Epiphonne j160 EVC model John Lennon, zesilovač VOX AC 30
- basová kytara Höfner Violin Bass, zesilovač VOX T100
- bicí Ludwig (1967) - Black Oyster - Ringo Finish

## Kostýmy
- Beatlemánia I.; černé obleky se stojáčkem používané v roce 1963
- Beatlemánia II.; šedé obleky s černými klopami používané v letech 1964 - 1965
- Shea Stadium Jackets; prakticky nejslavnější a nejhezčí kostým - uniformy používané v letech 1965 - 1966
- Originální boty Chelsea Beatles Cavern Boots; zakoupené v Beatle Shopu v anglickém Liverpoolu

## Diskografie
část, níže je uvedené audio, promo CD obsahují i PC videonahrávky z koncertů
- promo CD: Help!, Do You Want To Know A Secret, She Loves You, This Boy a video Help!
- promo CD 2004: Please Please Me, All My Loving, Tell My Why, Twist And Shout
- promo CD 2005: I Want To Hold Your Hand, She Loves You, A Hard Day's Night, Nowhere Man
- promo CD 2007: Please Please Me, I Want To Hold Your Hand, Twist And Shout
- promo CD 2008: She Loves You, You Can't Do That, If I Needed Someone, Sgt. Pepper's Lonely Hearts Club Band
- promo DVD 2009: videoklip Help! a koncert z divadla Koornbeurs v holandském městě Franeker 2008: I Shaw Her Standing There, Roll Over Beethoven, I Want To Hold Your Hand, It Won't Be Long, I Feel Fine, Please Mr. Postman, A Hard Day's Night, Sgt. Pepper's Lonely Hearts Club Band, Something, Don't Let Me Down, Let It Be, Hey Jude, Yesterday, Twist And Shout